# Малолиственська сільська рада
Малолиственська сільська́ ра́да — адміністративно-територіальна одиниця та орган місцевого самоврядування в Ріпкинському районі Чернігівської області. Адміністративний центр — село Малий Листвен.

## Загальні відомості
Малолиственська сільська рада утворена у 1932 році.
- Територія ради: 48,09 км²
- Населення ради: 744 особи (станом на 2001 рік)

## Населені пункти
Сільській раді підпорядковані населені пункти:
- с. Малий Листвен
- с. Бихальцохівка
- с. Суличівка

## Склад ради
Рада складалася з 12 депутатів та голови.
- Голова ради: Булах Микола Михайлович
- Секретар ради: Ковальова Віра Анатоліївна

### Керівний склад попередніх скликань
| Прізвище, ім'я, по батькові | Основні відомості                                                                       | Дата обрання | Дата звільнення |
| --------------------------- | --------------------------------------------------------------------------------------- | ------------ | --------------- |
| Кравець Віктор Олексійович  | Сільський голова, 1967 року народження, член Народної партії                            | 26.03.2006   | 31.10.2010      |
| Булах Микола Михайлович     | Сільський голова, 1967 року народження, освіта середня спеціальна, член Партії регіонів | 31.10.2010   |                 |

Примітка: таблиця складена за даними сайту Верховної Ради України

### Депутати
За результатами місцевих виборів 2010 року депутатами ради стали:

#### За суб'єктами висування
| Суб'єкт висування | Кількість обраних депутатів | %    |
| ----------------- | --------------------------- | ---- |
| Партія регіонів   | 10                          | 83,3 |
| Народна партія    | 2                           | 16,7 |

#### За округами
| № округу        | Прізвище, ім'я, по батькові    | Дата визнання обраним | Освіта  | Партійна приналежність | Відомості про обраного депутата                                |
| --------------- | ------------------------------ | --------------------- | ------- | ---------------------- | -------------------------------------------------------------- |
| Народна Партія  |                                |                       |         |                        |                                                                |
| 11              | Булах Тетяна Григорівна        | 03.11.2010            | середня | член Народної партії   | Малолиственське відділення зв'язку, листоноша                  |
| 12              | Євстратенко Марія Василівна    | 03.11.2010            | вища    | член Народної партії   | Малолиственська сільська рада, секретар                        |
| Партія регіонів |                                |                       |         |                        |                                                                |
| 1               | Узнач Ганна Олександрівна      | 03.11.2010            | середня | член Партії регіонів   | пенсіонер                                                      |
| 2               | Кудрик Микола Федорович        | 03.11.2010            | середня | член Партії регіонів   | ТОВ «Зоря», комірник                                           |
| 3               | Шпеко Леонід Миколайович       | 03.11.2010            | середня | член Партії регіонів   | ТОВ «Зоря», тваринник                                          |
| 4               | Приходько Володимир Петрович   | 03.11.2010            | середня | член Партії регіонів   | тимчасово не працює                                            |
| 5               | Кононович Анатолій Миколайович | 03.11.2010            | середня | член Партії регіонів   | ТОВ «Зоря», робітник                                           |
| 6               | Ковальова Віра Анатоліївна     | 03.11.2010            | вища    | член Партії регіонів   | Гучинська загальноосвітня школа, вчитель                       |
| 7               | Шаповалов Віктор Петрович      | 03.11.2010            | вища    | член Партії регіонів   | селянське фермерське господарство «Венера», директор           |
| 8               | Король Зоя Костянтинівна       | 03.11.2010            | середня | член Партії регіонів   | Суличівський фельдшерсько-акушерський пункт, молодша медсестра |
| 9               | Гладкий Петро Васильович       | 03.11.2010            | середня | член Партії регіонів   | тимчасово не працює                                            |
| 10              | Гордієнко Микола Миколайович   | 03.11.2010            | середня | член Партії регіонів   | тимчасово не працює                                            |